# Wersja do druku

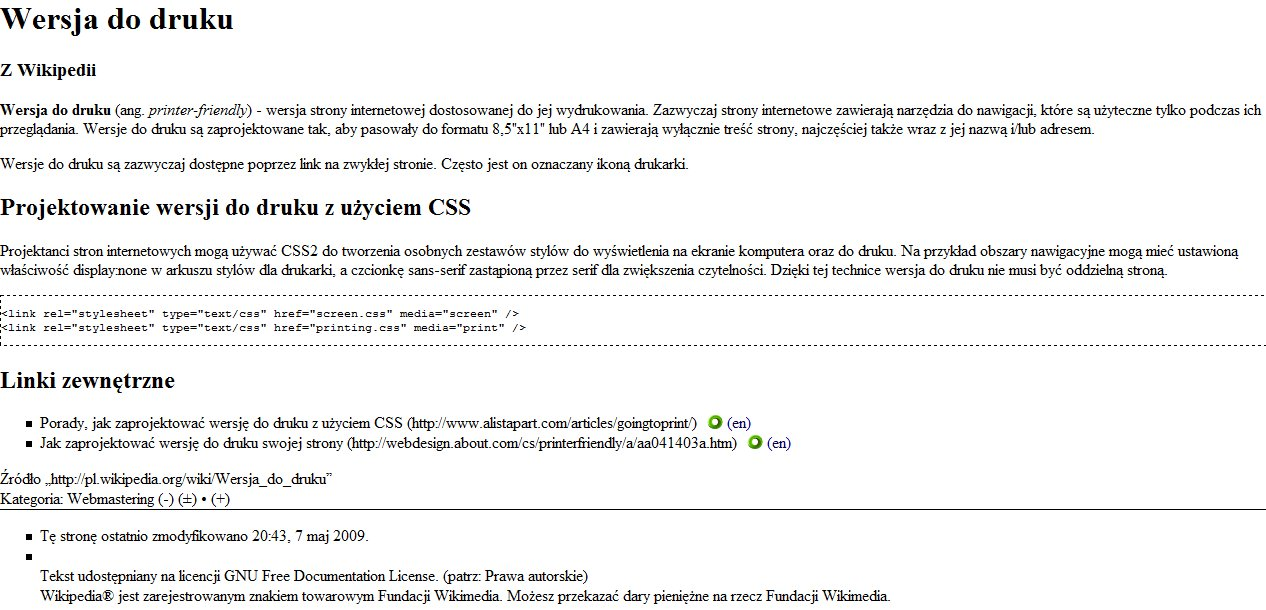
Wersja do druku artykułu na Wikipedii

Wersja do druku (ang. printer-friendly) – wersja strony internetowej dostosowanej do jej wydrukowania. Zazwyczaj strony internetowe zawierają narzędzia do nawigacji, które są użyteczne tylko podczas ich przeglądania. Wersje do druku są zaprojektowane tak, aby pasowały do formatu 8,5″×11″ lub A4 i zawierają wyłącznie treść strony, najczęściej także wraz z jej nazwą lub adresem. 
Wersje do druku są zazwyczaj dostępne poprzez link na zwykłej stronie. Często jest on oznaczany ikoną drukarki. 

## Projektowanie wersji do druku z użyciem CSS
Projektanci stron internetowych mogą używać CSS2 do tworzenia osobnych zestawów stylów do wyświetlenia na ekranie komputera oraz do druku. Na przykład obszary nawigacyjne mogą mieć ustawioną właściwość display:none w arkuszu stylów dla drukarki, a fonty bezszeryfowe zastąpione przez szeryfowe dla zwiększenia czytelności. Dzięki tej technice wersja do druku nie musi być oddzielną stroną. 
```
<
link
 
rel
=
"stylesheet"
 
type
=
"text/css"
 
href
=
"screen.css"
 
media
=
"screen"
 
/>

<
link
 
rel
=
"stylesheet"
 
type
=
"text/css"
 
href
=
"printing.css"
 
media
=
"print"
 
/>

```